# Argentinische Faustballnationalmannschaft der Frauen
Die argentinische Faustballnationalmannschaft der Frauen ist die von den argentinischen Nationaltrainern getroffene Auswahl argentinischer Faustballspielerinnen. Sie repräsentieren die Federación Argentina de Faustball (FAF) auf internationaler Ebene bei Veranstaltungen der International Fistball Association.

## Internationale Erfolge
Seit der ersten Austragung nimmt die argentinische Frauennationalmannschaft an den Weltmeisterschaften teil.

### Weltmeisterschaften
- 1994 in  Argentinien: 5. Platz (von 8)
- 1998 in  Österreich: 5. Platz (von 7)
- 2002 in  Brasilien: 5. Platz (von 7)
- 2006 in der  Schweiz: 7. Platz (von 9)
- 2010 in  Chile: 5. Platz (von 6)
- 2014 in  Deutschland: 7. Platz (von 10)
- 2016 in  Brasilien: 6. Platz (von 7)
- 2018 in  Österreich: 5. Platz (von 11)[1]

## Aktueller Kader
Kader bei der Faustball-WM 2016 in Brasilien:
| Nr.            | Name                      | Verein                                |         |         |         |         |         |
| Angriff        | Angriff                   | Angriff                               | Angriff | Angriff | Angriff | Angriff | Angriff |
| -------------- | ------------------------- | ------------------------------------- | ------- | ------- | ------- | ------- | ------- |
| 2              | Noelí Gallina             | C.C.A.A. Rosario                      |         |         |         |         |         |
| 3              | Florencia Daiana Kimmich  | Guatambú                              |         |         |         |         |         |
| 4              | Clara Krause              | C.C.A.A. Rosario                      |         |         |         |         |         |
| 8              | Josefina Oliva            | Villa General Belgrano Faustball Club |         |         |         |         |         |
| Abwehr/Zuspiel |                           |                                       |         |         |         |         |         |
| 1              | Giuliana Francesca Raggio | C.C.A.A. Rosario                      |         |         |         |         |         |
| 5              | Taiu Rocio Crespi Campora | C.C.A.A. Rosario                      |         |         |         |         |         |
| 6              | Laura Roxana Laumann      | Guatambú                              |         |         |         |         |         |
| 7              | Rocio Magalí Collar       | C.C.A.A. Rosario                      |         |         |         |         |         |
| 9              | Fabiana Catherine Laumann | Guatambú                              |         |         |         |         |         |
| 10             | Naanin Favot              | Villa General Belgrano Faustball Club |         |         |         |         |         |

### Trainer
| Name                     | Funktion        |
| ------------------------ | --------------- |
| Leandro Martín D’Angelo  | Nationaltrainer |
| Patricia Alejandra Stopp | Co-Trainerin    |